# Ana Shirley (personaje)
Ana Shirley es un personaje de ficción de la novela Ana de las Tejas Verdes de LM Montgomery publicada en 1908. Shirley aparece en todos los libros de la serie iniciada con este primer relato y que gira en torno a su vida y su familia en la Isla del Príncipe Eduardo, en Canadá, en los siglos XIX y XX.

## Concepción del personaje

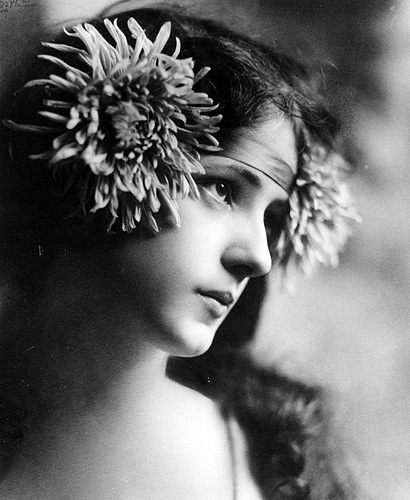
El retrato de la modelo Evelyn Nesbit realizado por Rudolf Eickemeyer Jr. que inspiró a Montgomery.

Para la concepción de Ana de las Tejas Verdes, Lucy M. Montgomery se inspiró en anotaciones que había hecho cuando era niña sobre una familia de dos hermanos a quienes, por error, les enviaron a una niña huérfana en lugar del niño que habían solicitado, pero aun así decidieron quedarse con ella. Se basó en sus propias experiencias de infancia en una zona rural de la Isla del Príncipe Eduardo. Según la biografía publicada por Irene Gammel en 2009, Montgomery utilizó una fotografía de Evelyn Nesbit, que había recortado de la revista Metropolitan Magazine de Nueva York y colocado en la pared de su dormitorio, como modelo de referencia para el rostro de Anne Shirley y como recordatorio de su "idealismo y espiritualidad juveniles".

## Biografía del personaje

### Los primeros años de vida de Ana
Anne Shirley nació en la ciudad ficticia de Bolingbroke, Nueva Escocia, hija de los maestros Walter y Bertha Shirley (de soltera Willis). No se da una fecha de nacimiento específica, pero varias referencias en las obras posteriores de la serie sugieren que su fecha de nacimiento es el 5 de marzo de 1866. Ana quedó huérfana cuando tenía tres meses al morir sus padres de fiebre tifoidea. Sin otros parientes, Anne fue acogida por la ama de llaves de los Shirley, la señora Thomas. Después de la muerte de su marido, el Sr. Thomas, Anne vivió con la apesadumbrada familia Hammond durante algunos años y fue tratada como poco más que una sirvienta hasta que el Sr. Hammond murió, momento en el que la Sra. Hammond repartió a sus hijos entre sus parientes y Anne fue enviada al orfanato de Hopetown. Anne se consideraba a sí misma como "maldita" por tener gemelos: la señora Hammond tenía tres pares de gemelos a quienes Anne ayudó a criar.

### Llegada a Green Gables, Avonlea
A la edad de 11 años, Anne fue llevada del orfanato de Hopetown a la vecina provincia de la Isla del Príncipe Eduardo, que consideró su verdadero hogar desde entonces. Desafortunadamente, llegó por error: sus benefactores, los hermanos Matthew y Marilla Cuthbert, querían adoptar un niño para ayudarlos en su granja, pero el vecino con quien habían enviado el mensaje estaba seguro de que habían solicitado una niña. Matthew rápidamente quedó fascinado por el espíritu bondadoso de la niña, su encantador entusiasmo y su viva imaginación, y quiso que se quedara en Green Gables desde el principio. La reacción de Marilla fue enviarla de vuelta al orfanato, pero finalmente fue conquistada por la peculiar alegría de vivir de Anne y por el hecho de que otra mujer, mucho más dura que ella misma, estaba dispuesta a cuidar de Anne si Marilla se negaba a quedársela. El erudito estadounidense Joseph Brennan señaló que para Ana "todas las cosas están vivas", ya que imagina árboles al borde del camino dándole la bienvenida a Green Gables mientras un ciruelo inclinado le hace pensar que le ofrece un velo sólo para ella. Anne en un momento dice "Los arces son cosas muy sociales" y le gusta Lover's Lane porque "... Allí puedes pensar en voz alta sin que la gente te llame loco".

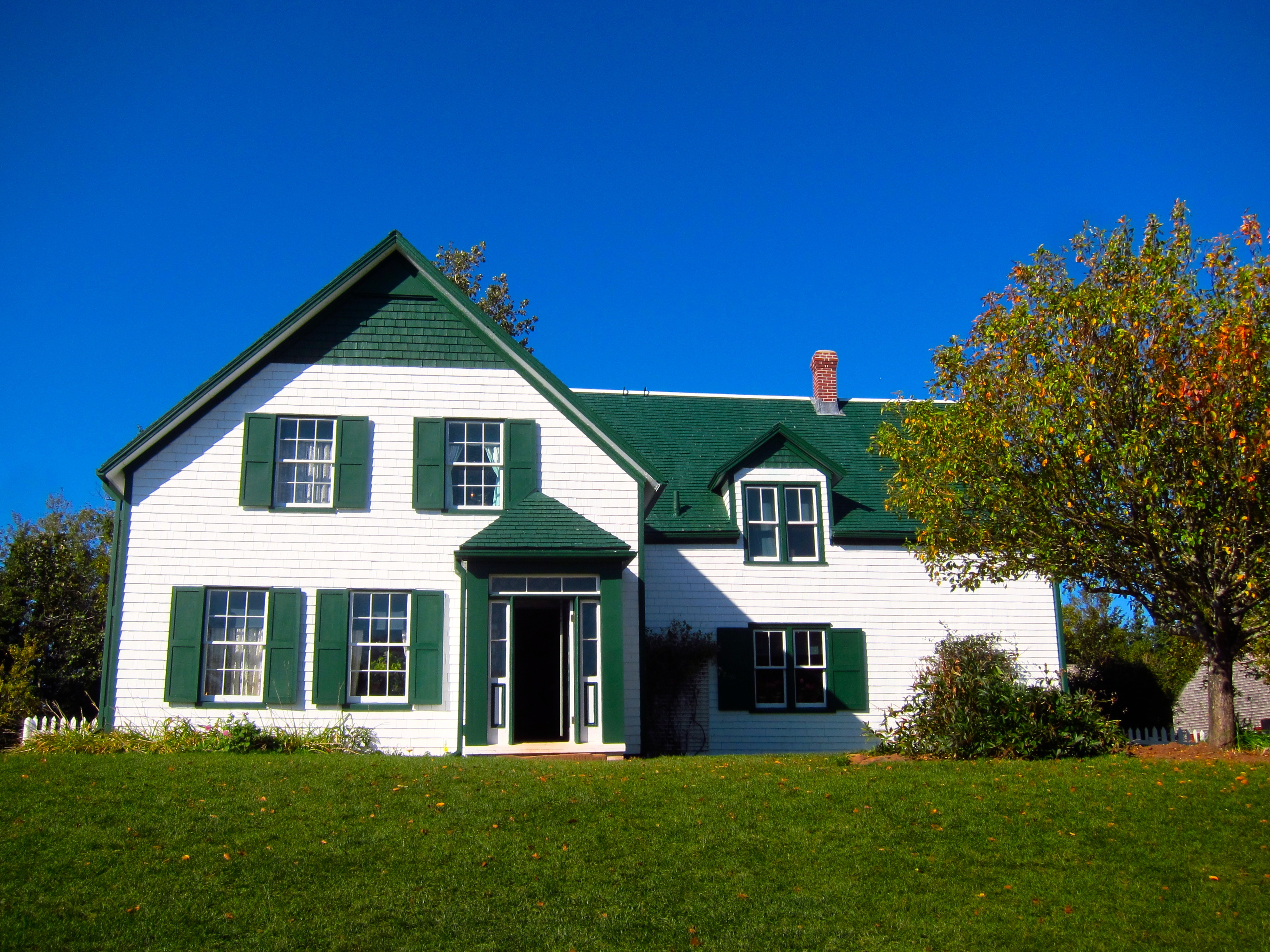
Green Gables, donde Anne es criada por sus padres adoptivos.

Anne tiene un gran poder de imaginación, alimentado por libros de poesía y romance, y una pasión por los nombres y lugares "románticos" y bellos. Cuando ve un camino bordeado de manzanos en flor, se queda en silencio por un momento antes de bautizarlo como el "Camino Blanco del Deleite"; cuando ve un estanque en la granja de los Barry, lo bautiza como el "Lago de las Aguas Brillantes". : 249  Anne había estado hambrienta de amor en los orfanatos en los que vivió, y para ella, Green Gables es el único hogar verdadero que ha conocido. : 249  : 249 La naturaleza imaginativa de Anne combina bien con su lado apasionado y cálido, lleno de optimismo y entusiasmo. : 249  : 249 Su naturaleza impulsiva la lleva a meterse en todo tipo de "líos", y alterna entre dejarse llevar por el entusiasmo y encontrarse en las "profundidades de la desesperación". Una académica, Elizabeth Watson, ha observado un tema recurrente, señalando que las observaciones de Anne sobre las puestas de sol reflejan su propio desarrollo. : 15  : 15 Bajo el Camino Blanco del Deleite, Ana observa la puesta de sol que para ella es una gloria donde "un cielo coloreado del atardecer  brilla como un gran rosetón al final del pasillo de una catedral". : 15  : 15 Al final de la novela, cuando Anne observa la puesta de sol, esta se pone sobre un fondo de "flores de tranquila felicidad", mientras Anne se enamora lentamente de Gilbert. : 16  : 16 